# NGC 2442
NGC 2442 e NGC 2443 (indicata a volte anche con la denominazione galassia a gancio di macellaio o del Cobra e del topo), sono le due parti di una singola e vasta galassia a spirale intermedia situata nella costellazione del Pesce Volante, a una distanza di circa 76 milioni di anni luce dalla nostra Via Lattea.

## Scoperta
La galassia è stata scoperta il 23 dicembre 1834 dall'astronomo britannico John Herschel. Herschel annotò due volte la stessa galassia nel corso delle sue osservazioni della notte del 23 dicembre. Quando John Louis Emil Dreyer compilò il New General Catalogue of Nebulae and Clusters of Stars, utilizzò le osservazioni di Herschel che descrivevano due oggetti in una nebulosa doppia assegnando la designazione NGC 2442 alla alla componente meridionale e NGC 2443 alla componente settentrionale. Dopo successive osservazioni, Herschel annotò che probabilmente si trattava di una singola e vasta galassia.

## Descrizione
NGC 2442 ha una classe di luminosità II-III e presenta una larga riga a 21 cm dell'idrogeno neutro.
Il database SIMBAD la classifica come galassia LINER, cioè una galassia il cui nucleo presenta uno spettro di emissione caratterizzato da larghe righe di atomi debolmente ionizzati.
Data la sua luminosità superficiale pari a 14,09, NGC 2442 può essere classificata come una galassia a bassa luminosità superficiale (nella letteratura in lingua inglese abbreviata in LSB, acronimo di Low Surface Brightness). Le galassie LSB sono galassie di tipo diffuso (D) con una luminosità superficiale inferiore di almeno una magnitudine a quella del cielo notturno circostante.
La luminosità di NGC 2442 nell'infrarosso lontano (da 40 a 400 µm) è uguale a 1,66 x 1010 {\displaystyle L_{\odot }} (1011,21 {\displaystyle L_{\odot }}), mentre la sua luminosità totale nell'infrarosso (da 8 a 1000 µm) è di 2,00 x 1010 {\displaystyle L_{\odot }} (1010,30 {\displaystyle L_{\odot }}).

## Morfologia
NGC 2442 è stata utilizzata da Gérard de Vaucouleurs come esempio di galassia del tipo morfologico "SAB(s)bc pec" nel suo atlante delle galassie.
Data la sua forma particolare, NGC 2442 viene indicata a volte anche con denominazioni popolari come galassia a gancio di macellaio o del Cobra e del topo, a causa della sua forma asimmetrica. Uno dei bracci è ripiegato su se stesso, mentre l'altro si spinge lontano dal bulbo galattico. Si ritiene che questa deformazione sia il risultato di un incontro con un'altra galassia, che però non è stata identificata con certezza.
Una nube di gas priva di stelle (HIPASS J0731-69) è associata alla galassia. Si pensa che la nube sia stata strappata a NGC 2442 durante il suddetto incontro.

## Supernove

### SN 1999ga
La supernova SN 1999ga è stata scoperta il 19 novembre 1999 dall'Osservatorio di Perth.
La supernova è stata classificata di tipo II-L. La lettera "L" indica che la curva di diminuzione della luminosità è di tipo lineare, mentre le supernove di tipo II-P presentano un plateau dove la luminosità è pressoché costante. Si ipotizza che la stella massiccia che ha prodotto la supernova di tipo lineare abbia perduto il suo inviluppo di idrogeno nel corso della sua evoluzione.
Questo tipo di supernove è poco conosciuto a causa della loro rarità, che potrebbe anche essere collegata alla rapida diminuzione della loro luminosità, che le rende difficili da individuare.

### SN 2015F
Il 31 marzo 2015, all'interno di NGC 2442 è stata scoperta la supernova SN 2015F dall'astronomo sudafricano Berto Monard. La supernova è stata classificata di tipo Ia. Attualmente quanto resta della supernova è visibile solo con grandi telescopi.

## Gruppo di NGC 2442
Secondo il sito "Un Atlas de l'Univers" di Richard Powell, NGC 2442 è il membro principale di un piccolo gruppo di galassie che porta il suo nome. Il Gruppo di NGC 2442 comprende le galassie NGC 2397, NGC 2434 e NGC 2442. Il gruppo è citato anche da Garcia nel suo articolo del 1993, che vi aggiunge anche PGC 20690.